# 마틴 펠드스타인
마틴 펠드스타인(Martin Feldstein)은 미국의 경제학자이다. 로널드 레이건 정부에서 경제자문을 맡아 감세 정책을 주도하였고, 적자 축소와 작은 정부를 주장하였다. 1967년부터 2019년까지 하버드 대학교에서 교수로 활동하며 많은 경제학자들을 양성하였다.

## 같이 보기
- 신고전학파